# Volusianus (Konsul 503)
Flavius Volusianus war ein spätantiker römischer Politiker im Ostgotenreich zu Beginn des 6. Jahrhunderts.
Volusianus' Vater war ein Marcianus, sein Bruder ein Maximus, die, wie Volusianus, den Ehrentitel vir clarissimus trugen; zudem war er Patricius. Er besaß sowohl einen „Turm“ am Circus Maximus als auch einen Platz im Kolosseum.
Im Jahr 503 wurde er zusammen mit Dexicrates Konsul. 510/511 war Volusianus Mitglied einer Kommission von fünf Senatoren, die ernannt wurde, um den Stadtpräfekten Argolicus bei einem Prozess wegen Magie gegen die Senatoren Basilius und Praetextatus zu unterstützen. Theoderich wies Argolicus an, die Anklagen gegen Basilius und Praetextatus sorgfältig zu prüfen, um die Wahrheit ans Licht zu bringen.